# Microhenry
| Kleinere eenheden | Kleinere eenheden | Kleinere eenheden |
| factor            | naam              | symbool           |
| ----------------- | ----------------- | ----------------- |
| 10−9              | nanohenry         | nH                |
| 10−6              | microhenry        | μH                |
| 10−3              | millihenry        | mH                |
| 1                 | henry             | H                 |

De microhenry, symbool μH, is een afgeleide SI-eenheid voor zelfinductie en wederzijdse inductie van een spoel. Een microhenry is één miljoenste henry (0,000 001 H). De kleurcode die spoelen in de elektronica kunnen hebben, geven de zelfinductiewaarde weer in microhenry. In dat geval zijn de waarden bepaald volgens de E-reeksen E6 of E12. De derde ring heeft in dit bereik een zwarte of bruine kleur, 1 μH heeft de kleuren bruin-zwart-zwart. Als de waarde in cijfers is aangegeven is de code 1-0-0.
Veel geschakelde voedingen en DC-DC-omvormers maken gebruik van spoelen van enkele tot enkele tientallen microhenry. Deze zijn vooral in SMD-formaat in vele uitvoeringen te verkrijgen. Typische onderlinge verschillen bestaan dan vooral in de verzadigingsstroom en de serieweerstand.